# Góry Północnoczujskie

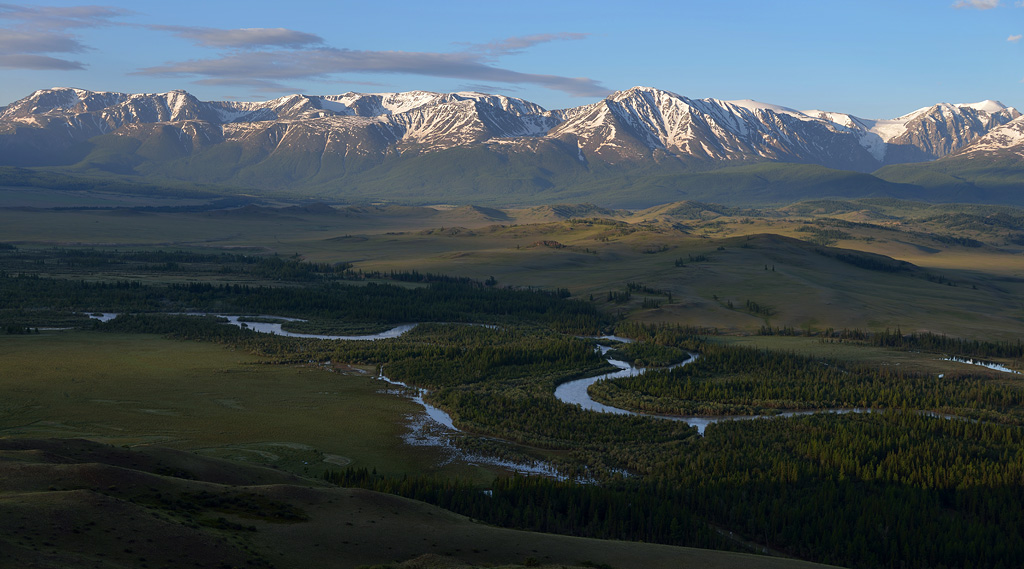
Rzeka Czuja i Góry Północnoczujskie

Góry Północnoczujskie (ros.: Северо-Чуйский хребет, Siewiero-Czujskij chriebiet) – pasmo górskie w środkowej części Ałtaju, na terytorium Rosji, stanowiące dział wodny między dorzeczami rzeki Czui oraz Karagiemu i Czaganuzunu.
Rozciąga się na długości ok. 120 km, najwyższy szczyt, Maaszej-basz, osiąga 4173 m n.p.m. Pasmo zbudowane z łupków, piaskowców, wapieni i skał metamorficznych; przeważa porozcinana rzeźba terenu. Na stokach, do wysokości 2200–2400 m n.p.m., rosną lasy modrzewiowo-cedrowe; powyżej występują łąki alpejskie i rośliny charakterystyczne dla tundry górskiej.